# Вулиця Вадима Гетьмана (Біла Церква)
Вулиця Вадима Гетьмана  — одна з вулиць у місті Біла Церква.
Бере свій початок з Олександрійського бульвару і виходить до вулиці Героїв Небесної Сотні. Колишні назва — Сквирська та Спартаківська

## Історична відомість
2022 року Блоцерківська міська рада перейменувала вулицю Спартаківську на честь видатного українського економіста, фінансиста-реформатора, Героя України Вадима Гетьмана.